# 第二次フィニステレ岬の海戦
第二次フィニステレ岬の海戦（だいにじフィニステレみさきのかいせん、英：Second Battle of Cape Finisterre、仏：Bataille du cap Finisterre ）は1747年10月25日に、オーストリア継承戦争の一部として、スペイン北西部のフィニステレ岬沖でイギリスとフランスの間で戦われた海戦。その年の5月14日に、やはりイギリス艦隊とフランス輸送船団によって同海域で行われた海戦（第一次フィニステレ岬の海戦）があるため「第二次」という。
イギリス艦隊はサー・エドワード・ホーク提督指揮下の準備の整った14隻の戦列艦からなり、フランス側はデシェルビエ・ド・レタンデュエール提督指揮下の8隻の戦列艦に護衛された輸送船団だった。戦いは船団を待ち受けたイギリス艦隊の決定的な勝利に終わり、以後、戦争の終了までフランス海軍は活動することができなかった。

## 戦闘
フランス艦隊は非常に勇敢に戦った。そしてその船のすばらしい品質はイギリス艦の数の優勢をいくらか打ち消すことができた。イギリス艦隊は徐々にフランス艦隊に追いつくと、彼らを捕獲した。ヴォードレール伯爵の指揮する「アントレピード」はフランス戦列の先頭にいたが提督を救うべく引き返し、2隻とも脱出に成功した。他の艦はすべてイギリスに捕獲された。
軍艦同士が戦っている間に、フランス船団は、レタンデュエールが辛うじて割いた26門艦「カストール」と64門艦「コンタン」に守られて西インド諸島への航路を進み続けた。しかし結局、彼らのほとんどはその海域で進路を阻まれ、捕えられた。
この災厄によって、フランス政府は海上において無力であることを確信した。そしてこれ以降、イギリスの封鎖を冒して輸送船団を動かすことは無かった。

## 参加艦

### イギリス艦隊
- デヴォンシャー （Devonshire）：64/66門、旗艦
- ケント （Kent）：74門
- エディンバラ （Edinburgh）：70門
- ヤーマス （Yarmouth）：64門
- モンマス （Monmouth）：64門
- プリンセス・ルイーザ （Princess Louisa）：60門
- ウィンザー （Windsor）：60門
- ライオン （Lion）：60門
- ティルベリー （Tilbury）：60門
- ノッティンガム （Nottingham）：60門
- ディファイアンス （Defiance）：60門
- イーグル （Eagle）：60門
- グロスター （Gloucester）：50門
- ポートランド （Portland）：50門
- フリゲート数隻
- ウィーズル （Weazel）：スループ?

### フランス艦隊
- アントレピード （Intrépide）：74門
- トリダン （Trident）：64門 ［捕獲］
- テリブル （Terrible）：74門 ［捕獲］
- トナン （Tonnant）：80門、旗艦
- モナルク （Monarque）：74門 ［捕獲］
- セヴェルン （Severn）：50/56門 ［捕獲］
- フグー （Fougueux）：64門 ［捕獲］
- ネプチュルヌ （Neptune）：70/74門 ［捕獲］
- カストール （Castor）：26門
- コンタン （Content）：64門
- 輸送船団 252 隻

## 注記
1. ↑  当時イギリスで使用されていたユリウス暦では同年10月14日